# Leszek I al Poloniei
Leszek I cel Alb - în poloneză: Leszek Biały -  (n. 1186 – d. 24 noiembrie 1227, Żnin County⁠(d), Voievodatul Cuiavia și Pomerania, Polonia), a fost Prinț de Sandomierz și Mare Duce al Poloniei din 1194 până la moartea sa, exceptând perioadele scurte de timp in care a fost deposedat ca domnitor polonez. Unchiul său, Ducele Mieszko al III-lea cel Bătrân și vărul său Vladislav al III-lea Picioare Groase, au contestat dreptul lui Leszko  de a fi duce. Leszko a fost încoronat în 1202.

## Viața
Leszek a fost cel mai mare fiul al lui Cazimir al II-lea cel Drept, și a soție sale, Elena de Znojmo. Încă minor la moartea tatălui său din 1194, el și fratele său mai mic, Conrad I, au cerut teritoriile Sandomierz și Mazovia, conduse de mama lor în calitate de regent, în timp ce Leszek, ca primul fiu născut, a reușit să-l succeadă pe tatăl său, în Provincia Seniorată la Cracovia. 
În 1205 Leszek a învins armata rusească a Prințului Roman cel Mare, în Bătălia de la Zawichost, din Polonia Mică.
În 1207 Leszek a devenit vasalul papei Inocențiu al III-lea, ceea ce a pus Polonia în tăbara pro-papală în opoziție cu Sfântul Imperiu Roman. După aceea, Leszek a cooperat cu arhiepiscopul Henric Kietlicz pentru a pune în aplicare reformele papei.
Leszek s-a luptat cu Ungaria pentru a controla regiunea Halici, însă nu a fost capabil să-și extindă domnia. Acesta a ajuns la un acord cu privire la extinderea părții de est, cu condiția ca un principele maghiar să se căsătorească cu una dintre fiicele lui Leszek și să fie înființat un vasal al Ungariei, care avantajă și Polonia. Cu toate acestea, Daniel de Galicia, fiul lui Roman cel Mare, a fost capabil să revină la putere în Galicia, în 1214, iar planurile polonezilor din acea zona, care erau de a creștiniza partea de est, au fost distruse.

## Căsătoria și copiii
Leszek s-a căsătorit cu Grzymislawa de Luck în 1207. Ea era fiica Marelui Prinț Ingvar de Kiev, conducătorul de Lunk, o parte din regiunea Galicia. Această căsătorie a fost făcută din interese politice, după ce Leszek dorea să se extindă spre est.
Cei doi au avut o fată, Salomea, care s-a născut în 1211. Aceasta s-a căsătorit cu Regele Coloman de Galicia-Lodomeria, fiul Regelui Andrei al II-lea al Ungariei. Căsătoria a avut loc când Salomea avea vârsta de 4 ani și Coloman avea 7 ani. 
Leszek și Grzymislawa  au fost părinții lui Boleslav al V-lea cel Sfios, care și-a asumat tronul polonez la Cracovia, în 1243 și a unei fete, Elena, care s-a căsătorit cu Vasylko Romanovich de Halici, fiul lui Roman cel Mare.

## Asasinarea
Pe 24 noiembrie 1227, în timpul unui congres al Ducelui Gąsawa, Leszko a fost asasinat, probabil la ordinele Ducelui Świętopełk al II-lea de Pomerelia. Acesta fusese rezultatul, după ce Lieszek a încercat să-l forțeze pe Ducele din Pomerania să se supună autorității lui. La moartea lui Leszek, Świętopełk s-a declarat independent de Polonia. 
Fiul său, Boleslau al V-lea, era încă minor la moartea tatălui sau iar domnia asupra Poloniei a rămas între fratele lui Lieszek, Conrad, și a vărului său, Vladislav al III-lea.
1. ↑  IeSBE / Leșko Belîi[*] Verificați valoarea |titlelink= (ajutor)